# Cyrtonus thoracicus
Cyrtonus thoracicus é uma espécie de artrópode pertencente à família Chrysomelidae.